# Pereyáslovskaya
Pereyáslovskaya (del ruso: Переясловская) es una stanitsa del raión de Briujovétskaya, en el krai de Krasnodar de Rusia. Está situado en la orilla derecha del río Beisug, a la altura de su confluencia con el río Beisuzhok Izquierdo, 1 km al norte (del otro lado del río) de Briujovétskaya y 89 km al norte de Krasnodar, capital del krai. Tenía 8 424 habitantes en 2010.
Es centro administrativo del municipio Pereyávslovskoye, al que pertenecen asimismo Vstrechni y Sopova Balka.

## Historia
Fue fundada en 1794, lo que le convierte en una de los asentamientos cosacos más antiguos del Kubán.

## Composición étnica
De los 7 818 habitantes en 2002, el 92.7 % era de etnia rusa, el 3.3 % era de etnia armenia, el 2.1 % era de etnia ucraniana, el 0.3 % era de etnia bielorrusa, el 0.2 % era de etnia georgiana, el 0.2 % era de etnia tártara, el 0.2 % era de etnia alemana, el 0.1 % era de etnia adigué, el 0.1 % era de etnia adigué, el 0.1 % era de etnia griega y el 0.1 % era de etnia azerí

## Economía
La empresa más importante de la localidad es OAO Briujovétskoye ATP, que se dedica al mantenimiento y a la construcción así como a proporcionar servicios de carga y pasajeros.
En la stanitsa se hallan varias empresas dedicadas al sector agrícola y al de los bienes de consumo, como la empresa agrícola Vosjod, OAO ZIP-Bytribor y ZAO Sozidatel.

## Personalidades
- Aleksandr Moskalenko, gimnasta